# 1543 Bourgeois
1543 Bourgeois (1941 SJ) là một tiểu hành tinh vành đai chính được phát hiện ngày 21 tháng 9 năm 1941 bởi Delporte, E. ở Uccle.